# Bayadère (jument)
Vous lisez un « bon article » labellisé en 2021.
Pour les articles homonymes, voir Bayadère.
Bayadère (née en 1859 à Tournai-sur-Dive dans l'Orne, morte en 1872) est la plus célèbre jument trotteuse de France au XIXe siècle. Fille de The Norfolk Phœnomenon et d'une jument nommée aussi Bayadère, elle perd sa mère à la naissance, puis est élevée et dressée aux courses de trot par ses propriétaires normands, M. Lefèvre-Montfort et M. Tiercelin.
Accumulant des gains considérés comme prodigieux pour son époque, elle n'est battue qu'une fois ou deux en course de trot. Elle a la particularité d'avoir concouru un premier temps en trot monté, puis en course d'obstacles au galop, avec moins de succès. Devenue jument poulinière après sa carrière sportive, Bayadère, connue pour son tempérament joueur et sa tendance à sauter les obstacles sur son passage, meurt tragiquement à l'âge de 13 ans, après s'être empalée sur la clôture de son pré en tentant de la franchir. 

## Sources
Les sources contemporaines de Bayadère sont principalement compilées par l'hippologue et inspecteur des haras Charles Du Haÿs (1818-1898), notamment dans son ouvrage de 1864, Les trotteurs, origines, performances et produits. L'historien du cheval Jean-Pierre Reynaldo consacre une section à Bayadère dans son ouvrage de référence Le Trotteur français (2007).

## Historique
Bayadère naît en 1859 à l'élevage de M. Tiercelin, situé à Tournai-sur-Dive, dans l'Orne, en Normandie,,. Sa mère, qui s'appelle aussi Bayadère, meurt en la mettant au monde. La pouliche est élevée à Pont-l'Évêque, puis entraînée dans l'Orne par M. Lefèvre-Montfort et M. Tiercelin, ses propriétaires.
Les sources divergent quant au nombre de courses remportées et aux gains de Bayadère. D'après le journaliste Louis Cauchois (1912) et Jean-Pierre Reynaldo (2007 et 2015), les gains totaux de Bayadère en trot dépassent les 50 000 francs, une somme considérée comme « prodigieuse » à son époque,. Alfred Gallier cite plus précisément 41 courses remportées pour 53 700 francs de gains, dans son ouvrage de 1908 Le cheval de demi-sang, races françaises. En 1865, le propriétaire-éleveur Alexandre Gaume, contemporain de Bayadère, indique 32 victoires en 33 courses.
L'ouvrage d'Armand Goubaux et de Gustave Barrier De l'extérieur du cheval (1884, traduit en anglais en 1892 sous le titre The exterior of the Horse) mentionne 22 victoires pour les années 1862 et 1863, tout comme celui du journaliste Albert de Saint-Albin, qui indique des gains de 27 000 francs pour Bayadère ces deux années-là, dans son ouvrage de 1890, Les courses de chevaux en France. D'après Reynaldo, en trois années de compétition, Bayadère gagne vingt-et-une courses au trot dans toute la France. 
Deux défaites sont mentionnées dans l'ouvrage de Fernand Laffon, Le monde des courses (1896).

### Carrière de courses au trot

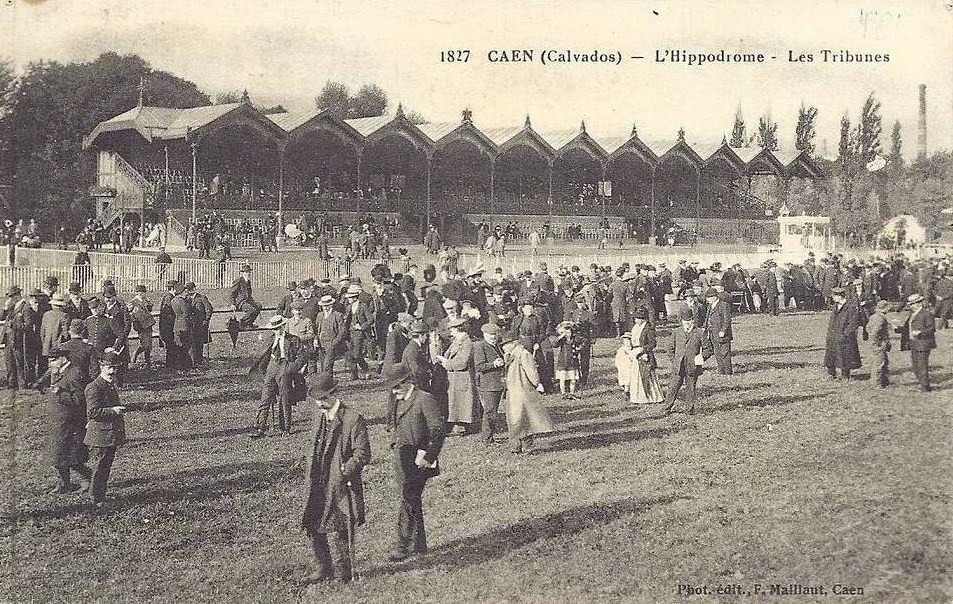
L'hippodrome de Caen (ici vers 1900-1910), où Bayadère a couru pour la première fois.

D'après Reynaldo, Bayadère dispute sa première course au trot sur une distance de 4 000 m, le 29 juillet 1862, à Caen, qu'elle remporte avec une réduction kilométrique de 1'46'', excellente pour une jument de son âge. Durant la même réunion, elle participe à une autre course, sur 5 000 m, et bat Yelva, une jument de 4 ans considérée comme la meilleure de son époque,. Avec ces deux victoires le même jour, Bayadère permet à ses propriétaires de gagner deux fois 2 000 francs. Elle effectue une tournée de compétition, courant au Pin, à Falaise, puis à Avranches. Elle y bat son record de vitesse, avec une réduction kilométrique de 1'45''.
Elle reste invaincue pendant ses 20 premières courses, montée par le jockey Ludovic Bellet,,. D'après Charles Du Haÿs, pour la seule année 1863, ses gains s'élèvent à 19 000 francs. Bayadère réitère cette même année l'exploit qui consiste à gagner deux courses le même jour. En 1864, d'après Charles Du Haÿs pour la revue La vie à la campagne, ses statistiques sont de 10 victoires sur 11 courses (toujours montée par Bellet), et 14 700 francs de gains. 
Bayadère est battue une fois, par Électeur, à Caen le 2 août 1864,, (d'autres sources la décrivent à tort comme « invaincue »). Elle portait cependant 68 kg de poids, et Électeur 65 kg. Cette défaite suscite alors un grand émoi. Bayadère termine en effet généralement ses courses avec plusieurs centaines de mètres d'avance sur ses concurrents. Le 15 août 1864, à Deauville, elle l'emporte facilement sur ses trois adversaires, sur 4 000 m.
Elle court non seulement en Normandie, mais aussi sur des hippodromes du Nord et du Midi. Elle établit son record de vitesse à 1'42'',. Son temps moyen sur 4 000 m est de 7' à 7'15''. D'après Alexandre Gaume, elle a porté jusqu'à 96 kg de poids en trot monté.

### Carrière en steeple-chase
Face à l'absence de concurrence au trot, son propriétaire M. Lefèvre-Montfort l'entraîne aux courses de galop à l'obstacle (steeple-chase) jusqu'en 1867. Cependant, Bayadère n'est pas aussi douée dans cette discipline qu'en trot monté : 

« Pourquoi faut-il que cette trotteuse héroïque, exclue, par ses victoires, de toutes les luttes au trot, soit condamnée à sortir de sa spécialité merveilleuse pour courir la fortune des steeple-chases, où elle apporte le même cœur, mais
non pas la même supériorité ? »

— Louis d'Osseville, De l'influence du cheval de demi-sang anglo-normand sur l'amélioration générale
Une anecdote de l'une de ses courses de steeple, à Caen en 1866, est racontée : Bayadère ayant manqué le franchissement de la banquette, elle chuta et son cavalier, le jeune Lavignée, fut désarçonné ; la jument continua sa course sans cavalier. Elle sauta alors les cordes et entra sur la piste des trotteurs, où elle fit deux tours (4 000 mètres) au trot de course, sous les encouragements enthousiastes des spectateurs qui criaient « Bravo ! Bayadère au trot ! »,.
Bayadère remporte deux courses durant sa carrière en steeple.

### Poulinière
À partir de 1868, Bayadère devient poulinière, donnant naissance à un poulain ou une pouliche par Conquérant chaque année en 1869 (Roquelaure), 1870 (Galathée) et 1871 (Orpheline). La jument meurt tragiquement en 1872, alors à sa 4e gestation, en s'empalant sur une clôture qu'elle tentait de franchir,. La revue Sport universel illustré incrimine son entraînement à la course d'obstacles comme cause de sa mort, Bayadère ayant l'habitude de tenter de franchir les clôtures de son herbage. Jean-Pierre Reynaldo évoque plutôt le caractère joueur de la jument.

## Description
Bayadère est une jument de robe baie, ou bai-brune. D'après Charles Du Haÿs, sa taille « s'approche à peine de la moyenne ». Elle est réputée avoir eu des tendons, des articulations et une respiration parfaites.
D'après Charles Tiercelin, fils d'un des deux propriétaires de Bayadère, elle est rarement enfermée au box, la porte de celui-ci restant ouverte pour lui permettre de déambuler librement dans la cour de la ferme. Elle a pour compagnon de box un chat, et n'accepte de rester enfermée au box que si ce chat est avec elle. 
D'après Charles Tiercelin, le caractère de la jument est réputé très doux, bien qu'elle soit alerte et vive,. Elle est aussi joueuse, et apprécie de sauter les talus au bord des routes lorsqu'elle sort en promenade,. Elle apprécie aussi les caresses et Charles Tiercelin, enfant, témoigne qu'il s'amusait à monter en s'appuyant sur la tête de Bayadère pour lui gratter le dos. 
Bayadère est l'un des rares exemples de trotteurs-galopeurs, des chevaux de course qui ont concouru à la fois au trot et au galop.

## Origines

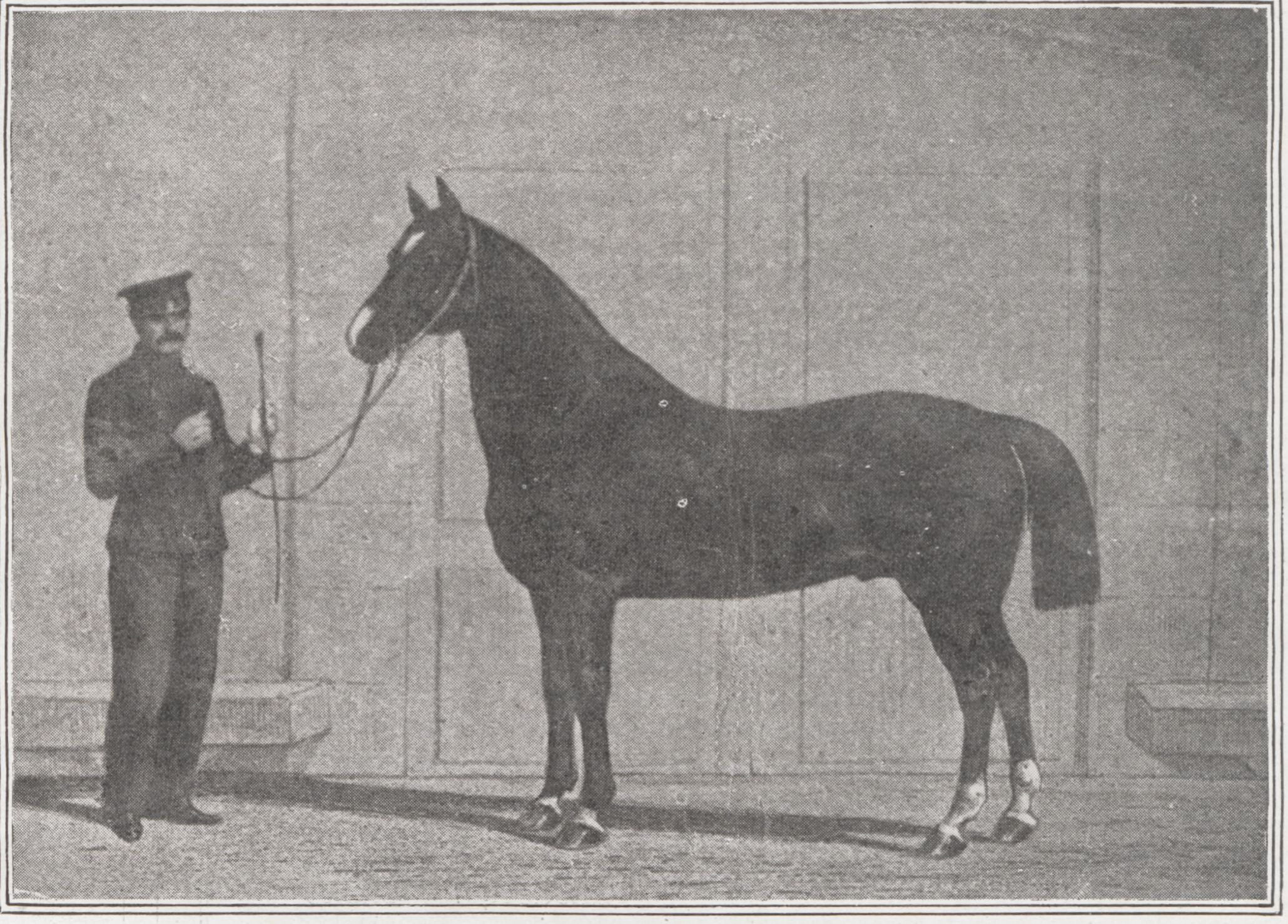
The Norfolk Phœnomenon, le père de Bayadère.

Bayadère est une fille de The Norfolk Phœnomenon. Ce dernier est le père d'autres chevaux trotteurs de l'époque, dont Électeur et Yelva.
La mère de Bayadère, née chez son propriétaire M. Lefèvre-Montfort dans la vallée d'Auge, s'appelle aussi Bayadère. Elle a couru en courses de trot, bien qu'elle ait été éborgnée par un coup de cravache,. Sa carrière sur les hippodromes correspond aux années de réduction du nombre des courses au trot due au retrait des subventions en 1850. Elle figure deuxième au classement du Prix de la Société 1857 à Caen, bien que « distancée » (terme utilisé lorsque le cheval a galopé). Bayadère est sa seule pouliche, puisqu'elle meurt après sa première mise bas.
Bayadère-mère a pour père un Pur-sang nommé Ramsay, et pour mère une jument Trotteur Norfolk nommée Marquise,, née vers 1835. D'après Albert de Saint-Albin, Marquise fut l'une des meilleures juments de trot d'Angleterre. Elle est présumée fille de Old Phenomenon (également connu comme The Norfolk Phenomenon). À part Bayadère, Marquise a eu trois autres descendants en France : Ouvrier, Talma et Fridoline,,. Le Pur-sang Ramsay fut un cheval de course invaincu en quatre courses.
Les origines de Bayadère sont surtout marquées par le Trotteur Norfolk, qui compte pour les trois quarts de ses origines,. Ses autres origines sont Pur-sang.

## Descendance
Si le poulain et les deux pouliches de Bayadère courent tous trois sur hippodrome et y réalisent des performances honorables, aucun n'a les qualités de leur mère. M. Tiercelin étant décédé en 1870, les enfants de Bayadère courent sous le seul nom de M. Lefèvre-Montfort. Roquelaure atteint une réduction kilométrique de 1'50'', Galathée de 1'49'', et Orpheline de 1'53''. Galathée court, entre autres, en 1873.
Les deux filles de Bayadère deviennent reproductrices à leur tour, mais aucun de leurs descendants n'atteint une réduction kilométrique inférieure à 1'37''. En 1917, la descendance de Galathée semble éteinte dans les lignées de trotteurs. En revanche, la descendance d'Orpheline reste maintenue cette même année par Mme Edeline, seule éleveuse de l'époque à posséder des descendants de Bayadère, qui trottent en environ 1'40''.

## Reconnaissance et hommages
Commentant les performances de Bayadère en 1863, Charles Du Haÿs déclare que la France est parvenue à fixer une race trotteuse nationale par les mères. L'inspecteur des haras Éphrem Houël cite Bayadère parmi les trotteurs capables de rivaliser avec les meilleurs chevaux anglais et russe de son époque.
L'historien du cheval Jean-Pierre Reynaldo la considère comme la « première étoile du trot français » et la plus célèbre jument trotteuse de France au XIXe siècle, dans un contexte où les carrières des chevaux étaient courtes et les médias quasi inexistants. Son nom est donné en hommage à un prix d'Essai des pouliches, le prix Bayadère.